# Championnat d'Australie de football de deuxième division
 (juin 2024).

Le National Second Division (NSD), également connu sous le nom du National Second Tier (NST) ou le Championship, est le championnat national de deuxième division proposé pour le football en Australie. Il est géré par Football Australie.
La première division de football masculin en Australie est l'A-League Men. La NSD autoriserait à terme la promotion et relégation avec la A-League Men, ce que l'A-League Men ne pratique pas actuellement.

## Histoire
Il a été suggéré que la ligue compterait 12 à 16 équipes, qui proviendraient des National Premier Leagues (les compétitions au niveau des États et des territoires).
La saison inaugurale devrait débuter en octobre 2025.

## Équipes
En novembre 2023, huit clubs ont été annoncés par Football Australie comme équipes fondatrices du NSD. Cependant, d’autres équipes devraient également les rejoindre et nombre d’entre elles négocient avec Football Australie.

### Équipes actuelles
| Club              | Ville      | État                   | Stade                        |
| ----------------- | ---------- | ---------------------- | ---------------------------- |
| APIA Leichhardt   | Sydney     | Nouvelle-Galles du Sud | Lambert Park Leichhardt Oval |
| Avondale          | Melbourne  | Victoria               | Avenger Park                 |
| Marconi Stallions | Sydney     | Nouvelle-Galles du Sud | Marconi Stadium              |
| Preston Lions     | Melbourne  | Victoria               | B.T. Connor Reserve          |
| South Melbourne   | Melbourne  | Victoria               | Lakeside Stadium             |
| Sydney Olympic    | Sydney     | Nouvelle-Galles du Sud | Belmore Sports Ground        |
| Sydney United     | Sydney     | Nouvelle-Galles du Sud | Sydney United Sports Centre  |
| Wollongong Wolves | Wollongong | Nouvelle-Galles du Sud | WIN Stadium                  |